# James Huston
Pour les articles homonymes, voir Huston.
James Huston, né à Québec le 17 août 1820 et décédé dans la même ville le 21 septembre 1854, est un typographe, journaliste, fonctionnaire et auteur. Il est surtout connu pour avoir édité le Répertoire national qui fut la première compilation à paraître sur la littérature franco-canadienne.

## Biographie
Né à Québec, il travailla comme apprenti dans une imprimerie, s'intéressa à la lecture et montra tôt le désir de défendre les intérêts de son pays. En 1842, il sera nommé secrétaire de la société Saint-Jean-Baptiste de Québec et il tentera de lancer un journal avec l'aide de Stanislas Drapeau. Il décidera cependant de devenir traducteur à l'Assemblée législative de la province du Canada.
Membre fondateur de l'Institut canadien de Montréal en 1845, il en devint le président en 1847. Avec Pierre-Joseph-Olivier Chauveau, il exigea une meilleure formation intellectuelle pour les citoyens francophones de la province du Canada. Alors que Louis-Joseph Papineau reviendra d'exil, Huston sera remplacé par Rodolphe Laflamme à la tête de l'Institut, bien qu'Antoine Gérin-Lajoie ait contesté l'élection de celui-ci. 
Son Répertoire national, publié en 1848, avait pour but de constituer un recueil des meilleures productions littéraires canadiennes. La publication sera faite grâce à une campagne de souscription présentée dans divers journaux dès l'automne 1847. La publication proprement dite du Répertoire national débute en 1848. Il contenait une anthologie des écrits de nombreux auteurs, dont Napoléon Aubin, Joseph-Guillaume Barthe, Joseph-Édouard Cauchon, François-Magloire Derome, François-Xavier Garneau, Louis-Auguste Olivier, Étienne Parent et Joseph Quesnel. Pour conserver la neutralité, Huston a choisi de ne pas inclure trop de textes polémiques.
Plusieurs historiens de la littérature, dont Edmond Lareau et Pierre de Grandpré, ont fait appel à son répertoire pour expliquer les origines de la littérature canadienne. Une partie de son Répertoire national est réédité en 1853 à Paris sous le titre de Légendes canadiennes. Il aura atteint son but en propageant et conservant les écrits du Canada.
Après avoir quitté Montréal, Huston demeura pour un temps à Toronto, puis revint à Québec, où il trouva une mort prématurée.

## Hommages
La rue James-Huston a été nommée en son honneur, en 2006, dans la ville de Québec.

## Publications
- 1848-50 - Le répertoire national, ou, Recueil de littérature canadienne (BAnQ: éd. de 1848, vol. 1-4, Archive.org: éd. de 1848 et 1863)
- 1853 - Légendes canadiennes (Archive.org: en ligne)